# Leo Maduschka
Leo Maduschka (München, 26 juli 1908 – Civetta (noordwand), 4 september 1932) was een Duitse alpinist en filosoof.
Maduschka had op jeugdige leeftijd leren klimmen, tijdens zijn vakantie in de Allgäu als student aan het Wilhelmsgymnasium te München (gediplomeerd in 1927). Hij sloot zich na het begin van zijn universitaire studie in 1928 aan bij de studentenklimvereniging in München. Maduschka werd vrij snel een van de beste bergbeklimmers van zijn tijd, maar wees in het debat over traditioneel klimmen en vrij klimmen het gebruik van hulpmiddelen niet fundamenteel af om het “ultiem haalbare” te bereiken. Als alpinist die al op vrij jong leeftijd veel ervaring had opgedaan, gaf hij ook als deskundige spreker voordrachten, tevens voor de radio.
Kort nadat hij in 1932 zijn studie Duits had afgerond met een doctoraat onder Walther Brecht over het probleem van eenzaamheid in de 18e eeuw, en met name in de werken daarover van de Zwitserse filosoof en arts Johann Georg von Zimmermann, stierf hij tijdens een klimtocht met Martin Pfeffer op de Civetta-noordwand in de Dolomieten. De twee werden verrast door een plotselinge sneeuwstorm en Maduschka stierf aan onderkoeling tijdens een nachtbivak.
Zijn vroege dood en vooral zijn alpinistenteksten, die onmiddellijk na zijn dood door Walter Schmidkunz werden gepubliceerd, maakten hem tot icoon voor jonge bergbeklimmers. Volgens de titel van een van zijn artikelen definieerde Maduschka bergbeklimmen als een romantische manier van leven. Daarbij putte hij zowel uit het motief van het Wandern (rondtrekken in de natuur uit de Romantiek als uit Friedrich Nietzsches Philosophie des Wanderers zoals hij die had uitgewerkt in zijn filosofische roman Also sprach Zarathustra'
Zijn enige filosofische piblicatie was de postume handelseditie  uit 1933 van Das Problem der Einsamkeit im 18. Jahrhundert, im besonderen bei J. G. ZimmermannDas Problem der Einsamkeit im 18. Jahrhundert, im besonderen bei J. G. Zimmermann, zijn dissertatie uit 1932. 
Deze handelseditie werd door de uitgever voorzien van een nawoord (Nachruf), geschreven door zijn docent literatuurwetenschap aan de Universiteit van München Walther Brecht. Daarin wordt het overlijden van de auteur vermeld, met als vermeldig van de doodsoorzaak ¨uitputting¨ tijdens een sneeuwstorm van de Civetta-Noodwand. Met zijn omkomen had het alpinisme een van zijn idealistische jongere klimmers verloren. Ondeer zijn nalatenschap als auteur bevond zich ook een onuitgegeven manuscript van een gedichtenverzameling getiteld Jazz und Tod

## Neuzeitliche Felstechnik
Maduschka´s ¨werkje Neuzeitliche Felstechnik (60 pagina´s) werd voor het eerst gepubliceerd in 1932 bij Bergverlag Rother – inmiddels maakt het onbetwist onderdeel uit van de alpine klassieke literatuur. 
Hierin presenteerde  hij een vernieuwende visie op rotsklimtechniek, waarbij hij zowel de romantische ervaring van het klimmen belicht als de objectieve, technische kant ervan.
Het werkje geldt nog steeds als een mijlpaal; kort in omvang, maar groots in strekking. Voor klimmers en filosofen is het een bron van inzicht: de berg beklimmen is tegelijk een innerlijke en uiterlijke reis, ondersteund door techniek, maar gevormd door ziel en lichaam.
- Filosofische basis van klimmen: Maduschka omschrijft klimmen als een “romantische levensvorm”, verwant aan wandelen maar onderscheiden door zijn ernst. Voor hem is de klim een ritueel, een fysieke en geestelijke zoektocht. Inze linkt hij aan filosofen als Friedrich Nietzsche: de route is het doel, het lichaam werkt intuïtief en bewust tegelijk .

- Techniek als middel, niet doel: hij brak met puristische opvattingen: klimtechniek (bijvoorbeeld haken en zekeringstechnieken) mag gebruikt worden om grenzen te verleggen, mits doordacht en verantwoord . Hij bespreekt technieken zoals de pendelquergang, paternoster-ladders en de Prusik-knoop in detail, met schetsen die theoretische inzichten praktisch maken . Daarmee richt hij zich op de balans tussen avontuur en veiligheid.

- Anatomie van het klimmen: Maduschka beschrijft de fysieke kern van klimmen tot in detail: hoe spieren en gewrichten samenwerken, hoe de wil het ritme bepaalt. Hij beklemtoont het samenspel tussen bewuste sturing en onbewuste reflexen: het lichaam werkt precies, alsof getraind tot in perfectie. Klimmen is ¨fysieke poëzie¨ – kracht, techniek en lichaamskennis in harmonie.

- Van theorie naar praktijk

Met praktijkvoorbeelden en anekdotes toonde Maduschka hoe men technieken als abseilen of de Flessenzug elegant kon inzetten . Hij beschreef hoe hij vanuit zijn opleiding en onderzoeken stap voor stap zijn eigen klimperspectief vormgeeft: niet louter prestaties, maar de betekenis van klimmen voor lichaam en ziel.
- Haken, zekeringen en ethiek: Maduschka behandelt de opkomst van klimhaken en het gebruik van kunstmatig zekeren kritisch. Niet als compromis, maar als verantwoord instrument: haken zijn toegestaan, mits gebruikt met respect voor rots en ervaring. Hij benadrukt: klimmen mag geen ¨trivial pursuit¨ worden; techniek ondersteunt, maar vervangt de klimervaring niet.

## Maduschka´s invloed op generatie klimmers
Na zijn vroege dood – hij kwam om in 1932 – werd Maduschka legendarisch. Zijn teksten bemoedigden jonge alpinisten bereid te leren, technisch te werken, maar altijd met hart en verstand. In de traditie van Heinrich Harrer (1912-20060 en Hans Ertl (1908-2000) inspireerde hij een generatie tot verheffing van de klimsport 
.

## Reflectie over ethiek en esthetiek
Maduschka speelde een sleutelrol in de overgang van romantisch wandelen naar moderne sportklimtechniek. Door zijn wetenschappelijke achtergrond combineerde hij filosofie, techniek en lichaamsbewustzijn – daarmee legde hij een fundament voor de praxeologische sportwetenschap . Hij was een sleutelfiguur in de versmelting van klimmen, cultuur en lichaamssociologie.
Dit werkje bevatte bevat een unieke mix van poëtisch georiënteerde klimpromotie en technische instructies. Maduschka daagde zijn lezers uit na te denken over klimmen – niet alleen als sport, maar ook als een ¨existentiële activiteit¨. Hij bood praktische hulpmiddelen waarmee ervaringen verdiept én veiliger gemaakt werden.

## Junger Mensch im Gebirg
Junger Mensch im Gebirg is een postuum gepubliceerde verzameling teksten van Maduschka. Na zijn tragische dood tijdens een klim in de Civetta Noordwand in de Dolomieten in september 1932, werd zijn oeuvre, bestaande uit essays, technische beschouwingen, poëtische impressies en wetenschappelijke teksten, gebundeld en uitgegeven door Walter Schmidkunz in 1936, samen met materiaal uit Maduschka’s nalatenschap.
Walter Schmidkunz (1887–1961) was een prominente uitgever en auteur in de alpine literatuur. Hij gaf verschillende werken uit van onder anderen Luis Trenker en legde veel waarde aan berggerichte teksten. Zijn Junger Mensch im Gebirg uit 1936 paste in zijn traditie van het publiceren van literaire alpinistische werken via de Gesellschaft Alpiner Bücherfreunde 
Schmidkunz zag deze uitgave als een hommage aan een talentvolle jongere generatie. Hij voorzag de bundel van redactionele context uit Maduschka’s leven, zijn academische prestaties en de omstandigheden van zijn dood.
Hiermee positioneerde hij Maduschka als een voorbeeldfiguur in de alpinistische en intellectuele traditie.Maduschka's werk belichaamde de “junge Bergsteigergeneration” van de late “wilden Zwanziger” jaren: een groep die romantische esthetiek combineerde met een streven naar technisch compromisloze prestaties 
Maduschka zag bergbeklimmen niet uitsluitend als een fysieke uitdaging, maar ook als een levenswijze: een romantische, zelfs filosofische manier van zijn, oner invloed van Nietzsche en de romantische traditie .
Zijn jonge leeftijd, intellect en klimdistincties maakten hem tot een icoon Zijn teksten toonden dat bergbeklimmen voor hem niet slechts sport was, maar een diepe existentiële ervaring: "Bergsteigen als romantische Lebensform" 
.
Maduschka balanceerde in zijn werk tussen romantisch gevoel en zakelijke precisie. Hij combineerde een poëtisch, zintuiglijk gebruik van taal met een klare materiaal- en klimtechniek . Hij beschreef het klimmen als een fysieke dialoog, een geestdriftige kunstige samenwerking van spieren, zintuigen en wil:
- “Alles ist schärfste Arbeit… präzis tut der trainierte Körper sein Tagwerk… im einzigartigen Rhythmus des Kletterns”

- “Wir müssen wandern, um unsere Sehnsucht zu töten – sonst würde sie uns töten…”

Maduschka zag de bergsport als een poging om het menselijk idividueek verlangen te kanaliseren: elke berg fungeert als nieuwe focus van dar verlangen.
Maduschka brak taboes door zowel te pleiten voor technische innovaties als voor een zuivere, rationele methodiek. Dit nam een centrale rol in essays als „Die Technik schwerster Eisfahrten“ en „Neuzeitliche Felstechnik“, waarin hij uitgebreide beschrijvingen gaf van materiaal en klimstrategieën 
De postuum uitgebrachte bundel bevatte ook poëtische verhandelingen zoals “Berge der Jugend” of “Geliebte bergheimat”, waarin Maduschk reflecteerde op onderwerpen als jeugd, heimwee em verbondenheid met de natuur. In “In Schwerem Fels” en “Wir jungen Bergsteiger” klonken nadrukkelijk de emotionele tonen van klimmen en broederschap.
Daarnaast bevat de bundel zijn wetenschappelijke proefschrift, correspondentie en ongepubliceerde herinneringen, die getuigen van zijn academische en literaire veelzijdigheid en intellectuele streven.
Maduschka’s werk werd direct invloedrijk op zijn tijdgenoten. Zijn visie verbond romantische levenshouding met serieuze sportieve verantwoordelijkheid. Hij werkte aan stylisten die bleven relevant, en schrijvers zoals Elfriede Jelinek citeerden hem uitgebreid.
Junger Mensch im Gebirg is meer dan een postuum gedenkboek; het is een ¨tijdcapsule¨ van idealisme, techniek en filosofie in de alpinistische cultuur van de jaren ’30. Maduschka wordt neergezet als intellectueel klimmer — iemand die rampen niet enkel overleefde door fysieke kracht, maar ook door idealen, gedrevenheid en reflectie.
Door Schmidkunz zorgvuldig geconstrueerd, werd zijn nalatenschap behouden in een representatieve, diverse bundel. Maduschka bleef zo ook na zijn dood een een inspiratiebron: niet alleen voor technische prestaties, maar ook als symbool van hoe klimmen een middel kan worden tot zelfontplooiing, poëzie, en existentiële zingeving.
Deze samenvatting omvat Maduschka’s levensloop, zijn teksten en stijlen, Schmidkunz’s redactioneel werk, en de literaire impact binnen een contextuele historische en culturele kaders